# آتشفشان امپدوکلس
آتشفشان امپدوکلس (به ایتالیایی: Empedocle) یک کوه در ایتالیا است که در Between Sicily and Tunisia واقع شده‌است.